# 魚弘
魚 弘（ぎょ こう、生没年不詳）は、南朝梁の軍人、富豪。本貫は襄陽郡。一説に「太僕卿魚弘文」と同一人物ともいう。

## 経歴・人物
成長すると身長が8尺あり、白皙で容姿が美しかった。歴年にわたって従軍し、常に軍の先頭に立ち、南譙郡・盱眙郡・竟陵郡の太守を歴任した。
魚弘はいつも「わたしは郡の太守となって、いわゆる四尽をおこなった。水中の魚鱉を尽くし、山中の獐鹿を尽くし、田中の米穀を尽くし、村里の民庶を尽くした。丈夫が世に生まれたとしても、軽い塵が弱い草を晒すように無常であり、白い駿馬が戸の隙間の向こう側を走り抜けるように時間は短い。人生の歓楽富貴はいくばくの時ぞ」と人に語っていた。こうして意のままに贅沢を楽しみ、侍妾100人あまりを抱え、金銀宝石や服飾車馬の蒐集は当時に抜きんでていた。
魚弘が湘東王鎮西司馬となり、赴任のために西上する途中、食糧に乏しくなったため、道端でヒシを採集して菱米飯を作って部下にふるまった。また窮洲の上で数百匹のサルを捕らえ、干し肉にして酒食に振る舞った。こうして江陵に着くころには、食事の材料に困らなくなっていた。
武帝が釈迦像を迎えるよう勅命を出したことから、湘東王蕭繹が魚弘に命じて像を建康に送らせたことがあった。魚弘はこのとき部下数百人を率いていたが、全員が錦袍を着て派手に行進したため、人々の憧れの的となった。後に魚弘は新興郡太守や永寧郡太守をつとめ、在官のまま死去した。

## 伝記資料
- 『梁書』巻28 列伝第22
- 『南史』巻55 列伝第45